# Плахих, Дмитрий Сергеевич
Дмитрий Сергеевич Плахих (15 января 1986 года, Фрунзе, Киргизская ССР) — российский муниципальный деятель, с 13 октября 2017 года по 6 марта 2019 года — глава управы московского района Перово. С 6 марта 2019 года — заместитель префекта Восточного административного округа города Москвы.

## Биография
Дмитрий Сергеевич Плахих родился 15 января 1986 года в городе Фрунзе (ныне Бишкек, Кыргызстан).
В 2007 году окончил Государственный университет по землеустройству по специальности Инженер-геодезист.
В Период с 2006 по 2008 года являлся заместителем начальника отдела ФГУП «Проектный институт» Федеральной службы безопасности Российской Федерации.
С 2014 по 2015 Дмитрий являлся заместителем начальника организационного управления префектуры Восточного административного округа города Москвы.
В период того же времени являлся заместителем начальника управления имущественных отношений администрации городского округа Балашиха.
Женат, имеет дочь.

### Образование
- Государственный университет по землеустройству (Инженер-геодезист).

### Глава управы Перово
14 марта 2017 года Дмитрий начал занимать должность исполняющего обязанности главы управы района на основании Распоряжения префектуры Восточного административного округа города Москвы от 13 марта 2017 года № 118-В-РП. 13 октября 2017 года на основании распоряжения мэра Москвы Сергея Собянина от 13.10.2017 г. № 757-РМ был назначен на должность главы управы района Перово сроком на один год. До вступления в должность главой управы был Александр Довгопол. 6 марта 2019 года назначен на должность заместителя префекта Восточного административного округа города Москвы (Распоряжение мэра Москвы Сергея Собянина от 06.03.2019 г. № 166-РМ).